# 43 Большой Медведицы
43 Большой Медведицы (лат. 43 Ursae Majoris), HD 93859 — одиночная звезда в созвездии Большой Медведицы на расстоянии приблизительно 360 световых лет (около 110 парсеков) от Солнца. Видимая звёздная величина звезды — +5,66m.

## Характеристики
43 Большой Медведицы — оранжевый гигант спектрального класса K2III. Радиус — около 11,57 солнечных, светимость — около 90,33 солнечных. Эффективная температура — около 4611 К.